# Postrzępiona Turnia

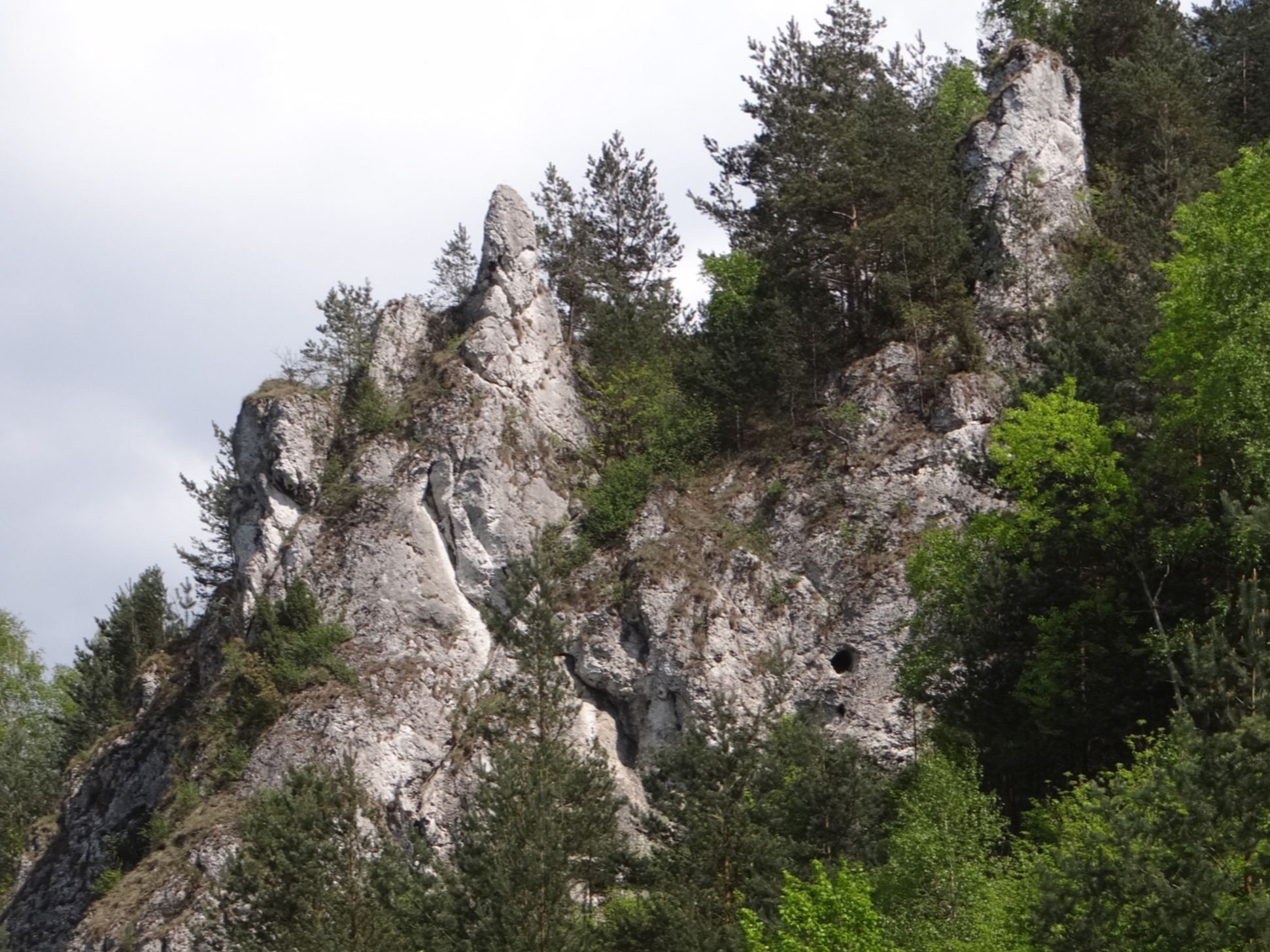

Postrzępiona Turnia – skała w Dolinie Kobylańskiej na Wyżynie Olkuskiej, w miejscowości Kobylany, w gminie Zabierzów, powiecie krakowskim, województwie małopolskim. Znajduje się w południowej części orograficznie lewych zboczy doliny, poniżej Dwoistej Turni. Ma kilka wierzchołków wznoszących się ponad lasem, a jej skalista grań opada do dna Doliny Kobylańskiej obok szlaku turystycznego.
Dolina Kobylańska jest jednym z najbardziej popularnych terenów wspinaczki skalnej. Skały mają dobrą asekurację. Zbudowana z wapieni Postrzępiona Turnia ma pionowe ściany o wysokości 15–25 m z zacięciem. Przez wspinaczy skalnych zaliczana jest do Grupy Dwoistej Turni. Na jej południowo-zachodniej ścianie wspinacze poprowadzili 3 drogi wspinaczkowe o trudności IV – VI.1 w skali Kurtyki. Mają zamontowane stałe punkty asekuracyjne – ringi (r) i stanowiska zjazdowe (st).
W Postrzępionej Turni znajduje się dwa schroniska: Dziupla w Postrzępionej Turni i Duża Sowa. Duży otwór Dziupli jest widoczny ze szlaku turystycznego biegnącego dnem doliny.

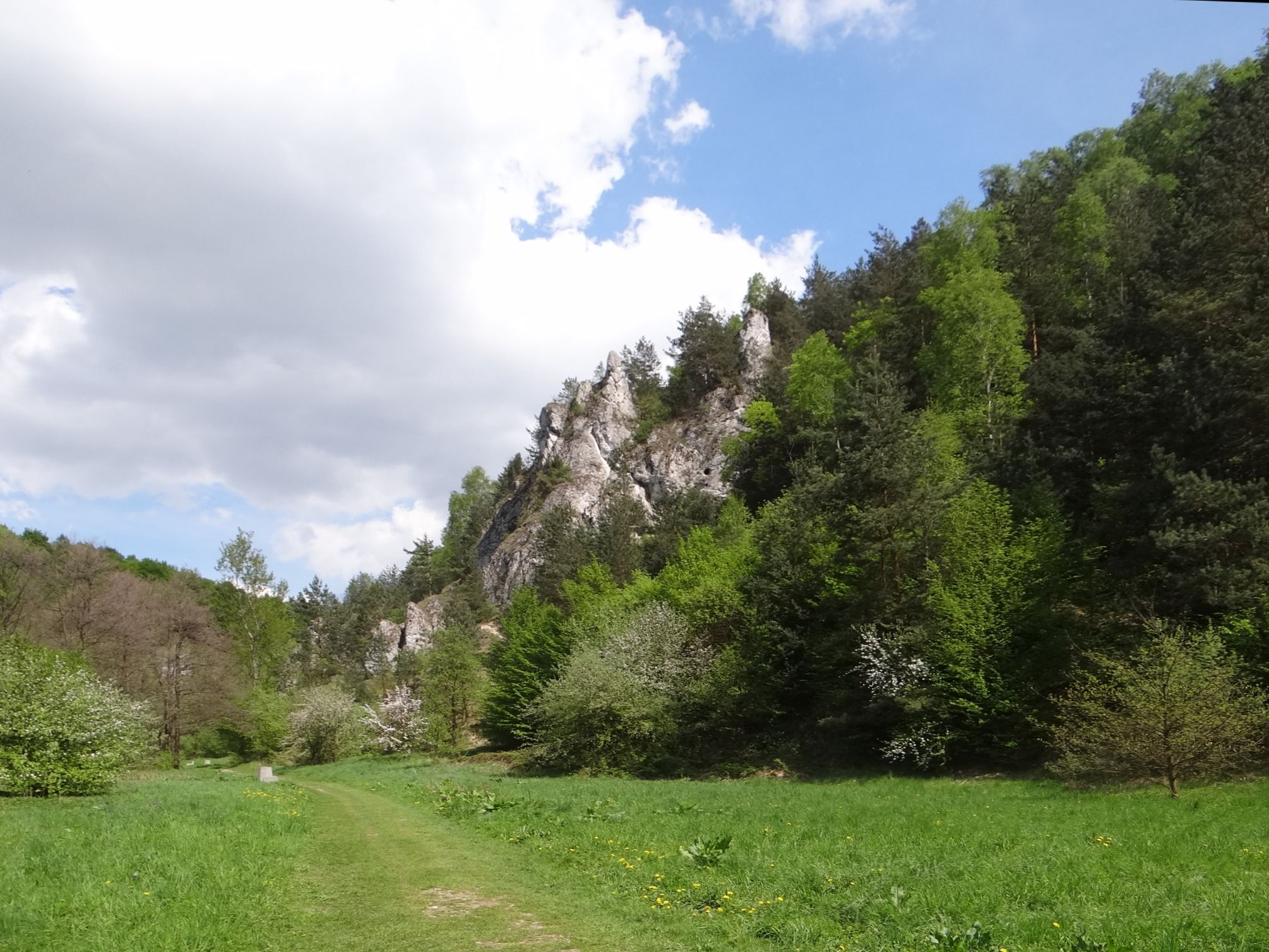
Dolina Kobylańska i Postrzępiona Turnia

## Drogi wspinaczkowe
1. Postrzępiony komin; IV, 4r + st, 25 m
2. Ostatnia szansa Nowaka; VI-, 9r + st, 25 m
3. Dymisja Nowaka natychmiast; VI.1, 10r + st, 25 m{[2].